# Scelimena multidentatum
Scelimena multidentatum är en insektsart som först beskrevs av Hancock, J.L. 1906.  Scelimena multidentatum ingår i släktet Scelimena och familjen torngräshoppor. Inga underarter finns listade i Catalogue of Life.